# S'redits
S'redits zijn dieren uit de fantasyserie Het Rad des Tijds van de Amerikaanse auteur Robert Jordan.
S'redits komen uit Seanchan. Ze worden gebruikt als strijdkracht. S'redits staan bij ons bekend als olifanten.
Het uiterlijk van een s'redit is dus enorm groot, met een grijze huid, slagtanden, en een enorme neus die 'slurf' wordt genoemd.
Na de mislukking van de Corenne in Falme, bleven veel s'redits achter, samen met hun hoeders.
Cerandin was daar een van. Zij kon nog drie s'redits meenemen: een bul, een koe, en een jong. 
Ze trok door Tarabon naar Amadicia en Altara, waar ze zich aansloot bij het reizende beestenspul van Valan Luca.
Door haar s'redits trokken ze veel kijkers. Valan Luca vond echter dat ze een voor de hand liggende naam moesten krijgen.
Dus daar heetten ze 'Grote grijze zwijnpaarden' die uit Shara zouden komen.
Toen na een tijd Nynaeve Almaeren en Elayne Trakand, onder begeleiding van Thom Merrilin en Juilin Sandar, zich bij het spul aansloten, herkenden zij direct de s'redits en de lispelende spraak van hun hoeder.
Elayne beloofde Cerandin wat ruggengraat te geven als zij hun kennis verschafte over Seanchan. Toen de reisgenoten naar Salidar trokken, wilde Cerandin hen laten blijven, dit lukte echter niet.